# Erigeron oxyodontus
Erigeron oxyodontus là một loài thực vật có hoa trong họ Cúc. Loài này được Lunell mô tả khoa học đầu tiên năm 1913.